# Gérard-François Dumont
 (mars 2020).
Pour les articles homonymes, voir François Dumont et Dumont.
Gérard-François Dumont est un géographe, économiste et démographe français né le 20 mai 1948 à La Souterraine (Creuse).
Professeur à Sorbonne Université, il enseigne à l’Institut de géographie et d’aménagement. Il donne des conférences sur les aspects de la géographie humaine, dont l’une des composantes est la géopolitique des populations. Il est notamment spécialisé dans les flux migratoires et les nouvelles logiques migratoires.

## Biographie

### Jeunesse et formation
Après avoir fini ses études secondaires au lycée de Guéret, ses études supérieures le conduisent à Poitiers. Il est diplômé de l’Institut d'administration des entreprises de Poitiers en 1970, puis de l'Institut d'études politiques de Paris en 1973.
Il obtient la même année un doctorat ès sciences économiques, puis une habilitation à diriger des recherches[Quand ?].

### Carrière
Suivent une quinzaine d’années pendant lesquelles sa carrière professionnelle le conduit dans des fonctions de dirigeant d'entreprises ses fonctions universitaires le conduisent à diverses responsabilités.[pas clair]
Il est depuis 1976, président de l'association pour la recherche et l'information démographiques et depuis 1980 président de l'Institut de démographie politique:
À compter de 1988, il est professeur à l'université Paris-IV, Institut de géographie. Entre 1991 et 1996, il est directeur adjoint, puis directeur de l'Institut d'urbanisme et d'aménagement de la Sorbonne. De 1993 à 1996, il devient professeur délégué aux finances de l'université.
De 1994 à 1996, il devient membre de la section de l’aménagement du territoire et des économies régionales du Conseil économique et social.
De 1996 à 1998, il est recteur de l'académie de Nice, chancelier des universités.
Depuis 1999, il est à nouveau professeur à l'université Paris-IV (Institut de géographie et d’aménagement), puis à Sorbonne Université qui a remplacé Paris-IV.

### Engagements et responsabilités
En 1985, avec Jean Raspail et la collaboration de Philippe Bourcier de Carbon de l'Ined, il rédige dans Le Figaro un dossier intitulé « Serons-nous encore Français dans trente ans ? ». Ce numéro, où une Marianne voilée occupe la Une, fait scandale, d'autant plus que Philippe Bourcier de Carbon est membre du Comité Scientifique du Front national,.
En 1987, il crée avec Yves-Marie Laulan l'Institut de recherche Immigration et société.
Il est membre ou a été membre du Conseil scientifique ou d’orientation de différentes organismes ou publications : Centre national de Référence (CNR) – Santé à domicile et autonomie ; Cité nationale de l’histoire de l’immigration ; Délégation interministérielle à l’aménagement du territoire et à l’attractivité régionale (DATAR) ; Diploweb.com, La revue géopolitique ; Institut d’Étude des Relations Internationales (Ileri) ; Institut multidisciplinaire d’études sociales contemporaines de l’Université de nationale de Cuyo (Argentine) ; Institut Thomas More ; Observatoire national de l'innovation publique (Territoria) ; revue Orients Stratégiques ; revue Géostratégique ; revue Territoires 2030 ; revue Outre-Terre ; Revue de géographie historique. Il a été administrateur de la Société de géographie.
Il est aussi le fondateur de la revue Population & Avenir.

## Publications
- La montée des déséquilibres démographiques : « Quel avenir pour une France vieillie dans un monde jeune ? », Economica, 1984[17]
- La France ridée, sous la direction d'Alfred Sauvy avec J. Legrand et Pierre Chaunu, Paris, Hachette littératures, 1986[18]
- Le Festin de Kronos : réalités et enjeux des évolutions socio-démographiques en Europe, Paris, Fleurus, 1991
- Démographie. Analyse des populations et démographie économique, Paris, Dunod, 1992[19]
- La Retraite des cadres et l’avenir de la répartition, Paris, Éditions d'Organisation
- L’Aménagement du territoire, Paris, Éditions d'Organisation, 1994
- Le Monde et les Hommes. Les grandes évolutions démographiques, Paris, Litec, 1994
- Les Migrations internationales. Les nouvelles logiques migratoires, Paris, Sedes, 1995
- Les Spécificités démographiques des régions et l’aménagement du territoire, rapport du Conseil économique et social, Paris, Éditions des journaux officiels, 1996
- L’Identité de l’Europe, Nice, Crdp, 1998
- L’Arc alpin, Histoire et géopolitique d’un espace européen, Paris, Economica, 1999
- Les Racines de l’identité européenne, préface de José Maria Gil-Robles, Paris, Economica, 1999
- La Population de la France, des régions et des DOM-TOM, Paris, Ellipses, 2000
- (es) Francia y los franceses, Madrid, Acento Editorial, 2000
- (de) Die Identität Europas, Schaffhausen, Novalis Verlag, 2001
- Géographie de la France, Paris, Ellipses, 2002
- Les Populations du monde, Paris, Armand Colin, 2e éd., 2004[20]
- Les Régions et la régionalisation en France, Paris, Ellipses, 2004
- Les Territoires face au vieillissement en France et en Europe, sous la direction de Gérard-François Dumont, Paris, Ellipses, 2006,  (ISBN 978-2729829261)[21]
- Les métropoles régionales intermédiaires en France : quelle attractivité ? avec Laurent Chalard et Population et Avenir, Paris, La Documentation Française/DIACT, 2007
- Démographie politique. Les lois de la géopolitique des populations, Paris, Ellipses, 2007[22]
- Population et territoires de France en 2030. Le scénario d'un futur choisi, Paris, L'Harmattan, 2008
- Atlas de l'Union européenne élargie, avec Pierre Verluise Paris, IRIS-diploweb.com, 2008[23]
- Géopolitique de l'Europe, avec Pierre Verluise, Paris, Sedes, juin 2009[24]
- Doit-on contrôler l'immigration ? avec Hervé Le Bras, coll. Pour ou contre ?, Bordeaux, Prométhée, 2009  (ISBN 978-2916623054)[25],[26]
- La France en villes, Paris, Sedes, 2010
- Géographie urbaine de l'exclusion, Paris, L'Harmattan, 2011[27]
- Dictionnaire de géopolitique et de géoéconomie sous la dir. de P. Gauchon, coll. Major, Paris, Presses universitaires de France, 2011
- Diagnostic et gouvernance des territoires, Paris, Armand Colin, 2012
- Géopolitique de l'Europe avec Pierre Verluise, 2e éd. entièrement remise à jour, Paris, Armand Colin-Sedes, 2014
- Géopolitique de l'Europe, de l'Atlantique à l'Oural avec Pierre Verluise, Paris, Presses universitaires de France, 2015 ; 2e éd. 2016
- (en) The Geopolitics of Europe : From the Atlantic to the Urals avec Pierre Verluise, Paris, Éditions Diploweb, 2017
- Les territoires français : diagnostic et gouvernance* , Paris, Armand Colin, Collection "U", 2018
- Populations et territoires. Enseigner le développement durable en géographie avec Éric Froment et David Vodisek, Paris, Canopé Éditions, 2018
- Géographie des populations. Concepts, dynamiques, prospectives, Paris, Armand Colin, collection « U », 2018
- La géopolitique du Sénégal. De Senghor à l'élection de Macky Sall avec Seydou Kanté, Paris, L'Harmattan, 2019

### Revues
Le site de diffusion d'articles scientifiques le Cairn.info recense en 2020 140 articles écrits par Gérard-François Dumont, dont 114 pour Population et Avenir,.

## Distinctions
- Commandeur de l'ordre national du Mérite (2008)[30]
- Prix Renaissance des lettres 1980[31].
- Prix de l'Académie d'éducation et d'études sociales 1986.